# ایوانوفکا (شهرستان بیژبولیاکسکی، باشقیرستان)
ایوانوفکا (انگلیسی: Ivanovka, Bizhbulyaksky District, Republic of Bashkortostan) یک شهرک در شهرستان بیژبولیاکسکی باشقیرستان کشور روسیه است.